# Jombor (Tuntang)
Jombor is een bestuurslaag in het regentschap Semarang van de provincie Midden-Java, Indonesië. Jombor telt 3291 inwoners (volkstelling 2010).